# Врапчева брда
Врапчева брда или Врапчеви брежуљци (рус. Воробьёвы го́ры; Варабјови гори) је назив за брдо у југозападном делу града Москве. Сматра се једним од „седам брда Москве“. Ово брдо је међу највишим деловима града, са надморском висином од 220 m и висином од 60-70 m изнад нивоа реке Москве, којој су део десне обале. Врапчева брда простиру се од ушћа речице Сетуњ до Андрејевског железничког моста. У периоду 1935—1999. назив овог брда био је Лењинска брда. Вегетацију Врапчевих гора чини истоимена парк-шума, у којој су очувана три природна језерцета.
Назив брда потиче вероватно од средњовековног села Воробјово („Врапчево"), које је своје име добило по свештенику Воробеју („Врабац") 1451. године. Од 1648. па до краја XVIII века у северном подножју брда налазио се Андрејевски манастир. Данас су Врапчева брда популарно излетиште Московљана, а најзначајнији споменик културе на брду је Московски државни универзитет Ломоносов.